# Feuerwehrsport

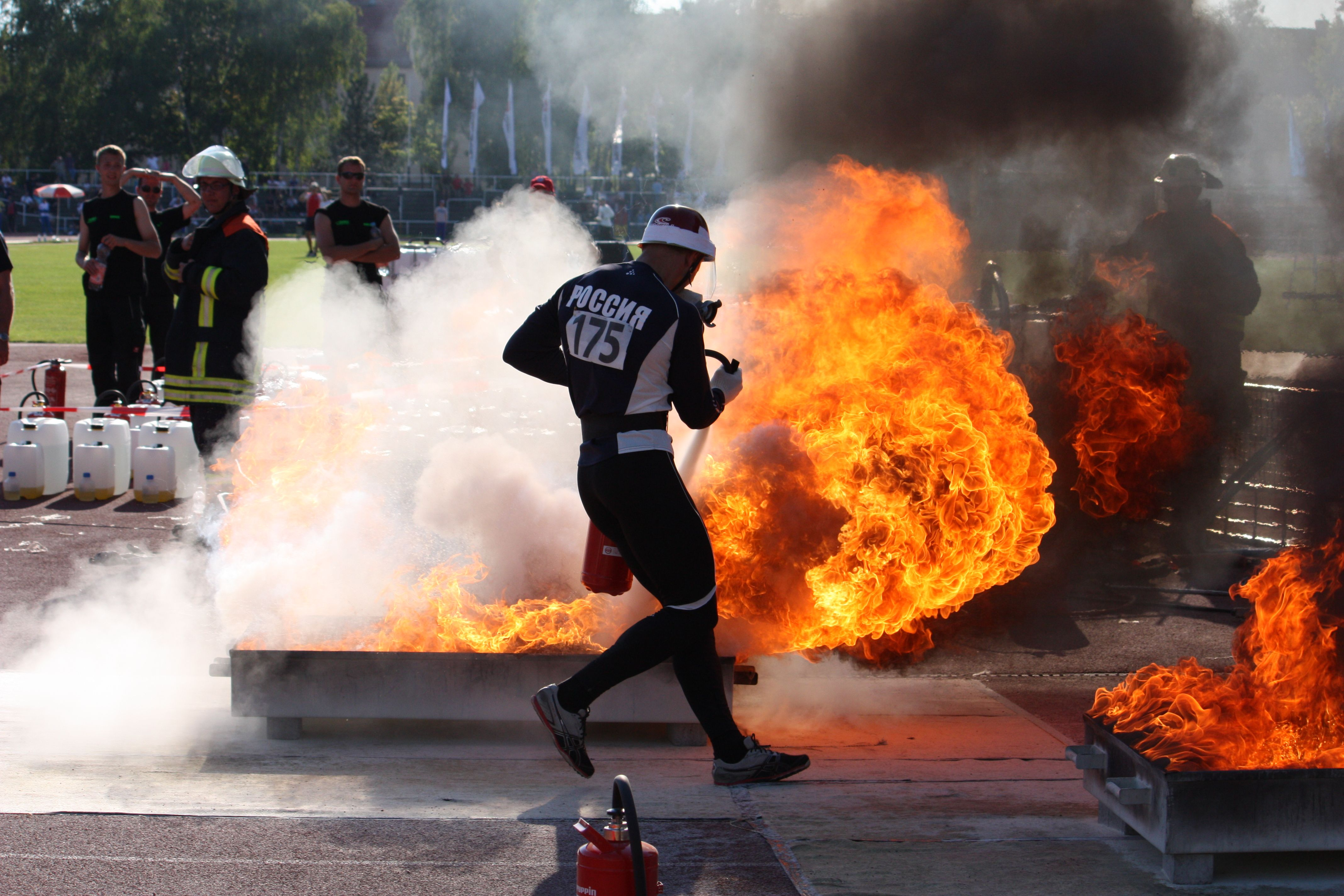
Löschen des Feuers vom 4. Läufer – 7. WM in Cottbus 2011

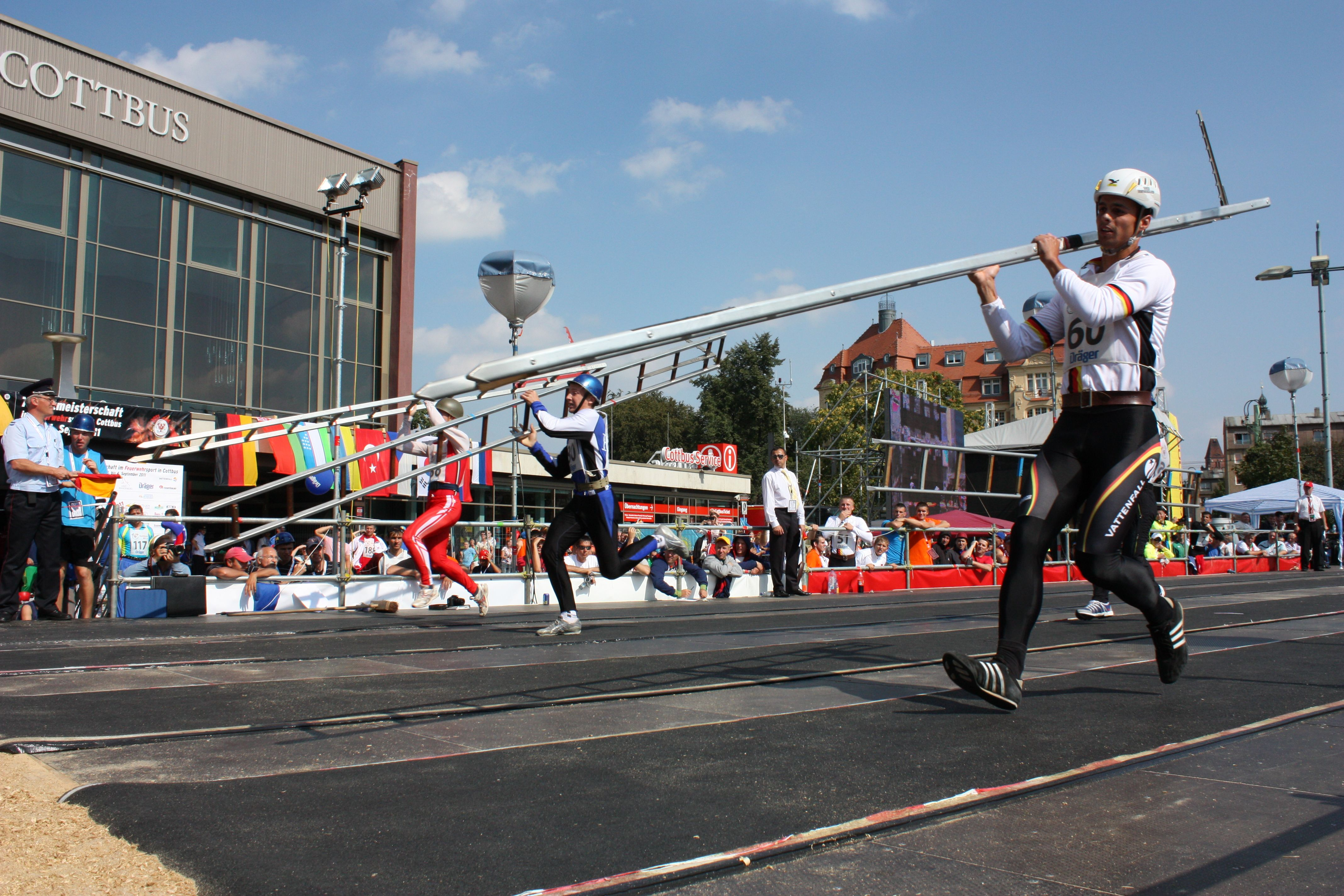
Hakenleitersteigen – 7. WM in Cottbus 2011

Der Feuerwehrsport ist eine Sportart, die aus vielen Bereichen der Feuerwehrarbeit heraus entstanden ist.
Körperliche Fitness und Sport bilden nach wie vor eine der entscheidenden Grundlagen zur Gewährleistung der Einsatzbereitschaft der Feuerwehrleute. Bei der zum großen Teil ehrenamtlichen Arbeit in den Freiwilligen Feuerwehren ist es unabdingbar, psychischen und physischen Belastungen gewachsen zu sein, die nur allzu oft an der Grenze dessen liegen, wozu jeder einzelne im Stande ist.
Die Festigung der Gesundheit, die Entwicklung der notwendigen Eigenschaften sowie die Vervollkommnung der Fertigkeiten der Einsatzkräfte werden am wirksamsten durch die Vereinigung der Einsatztätigkeit mit besonderen sportlichen Übungen und den verschiedensten Sportarten auf der Basis einer allseitigen sportlichen Ausbildung gewährleistet. Die zur ständigen Verbesserung der körperlichen Fitness am ehesten geeignete Sportart ist neben Ausdauer und Schnellkraft der angewandte Feuerwehrsport.
Der Feuerwehrsport bildet einen Komplex spezieller Übungen, die nach ihrem Charakter und nach der Bewegungsstruktur weitestgehend der Tätigkeit der Feuerwehrleute beim Einsatz entsprechen.

## Die Disziplinen

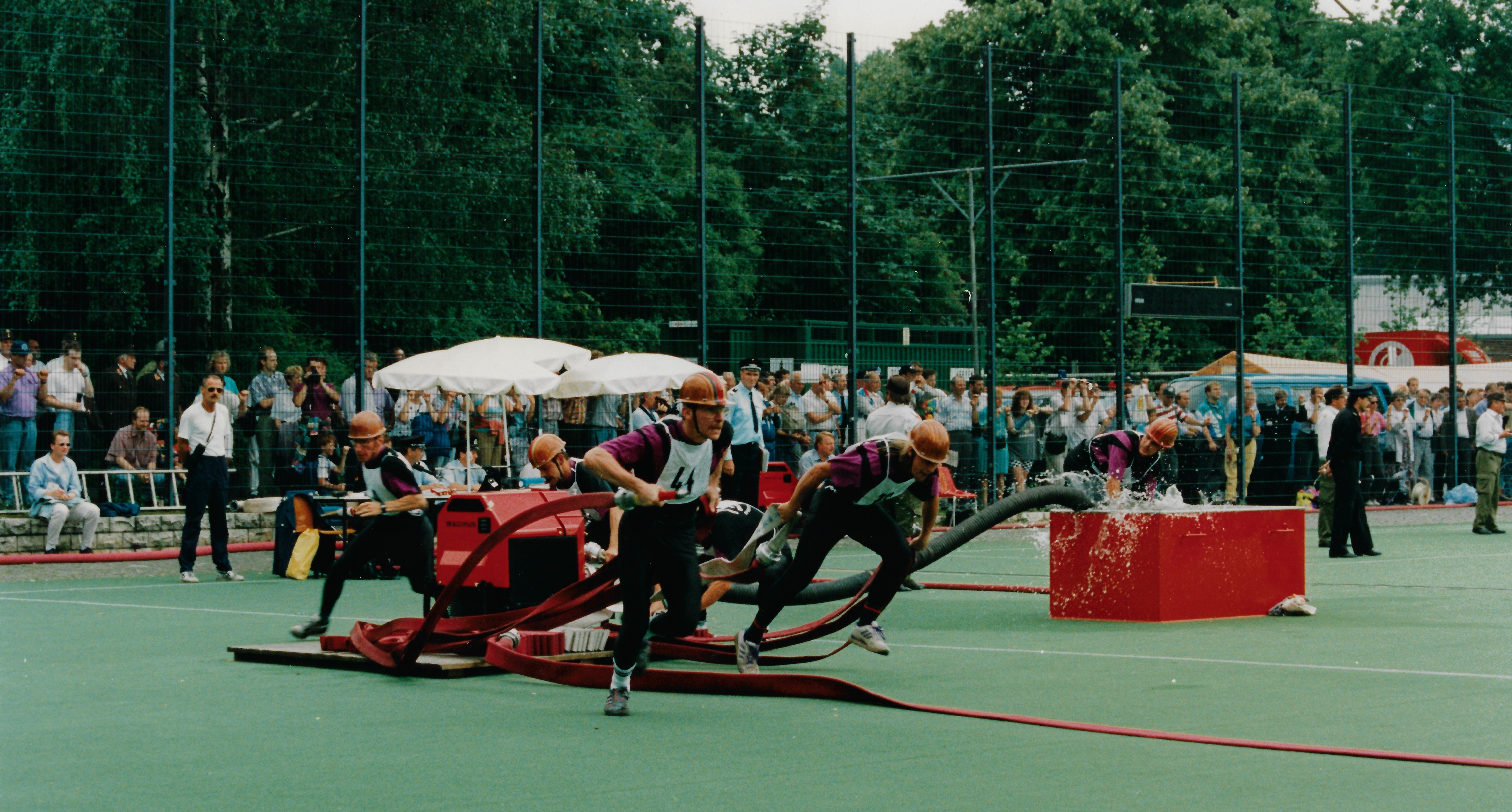
X. Internationale Feuerwehrsportwettkämpfe des CTIF 1993 in Berlin, Disziplin Löschangriff FF – Sieger: Mannschaft FF Beselich-Obertiefenbach

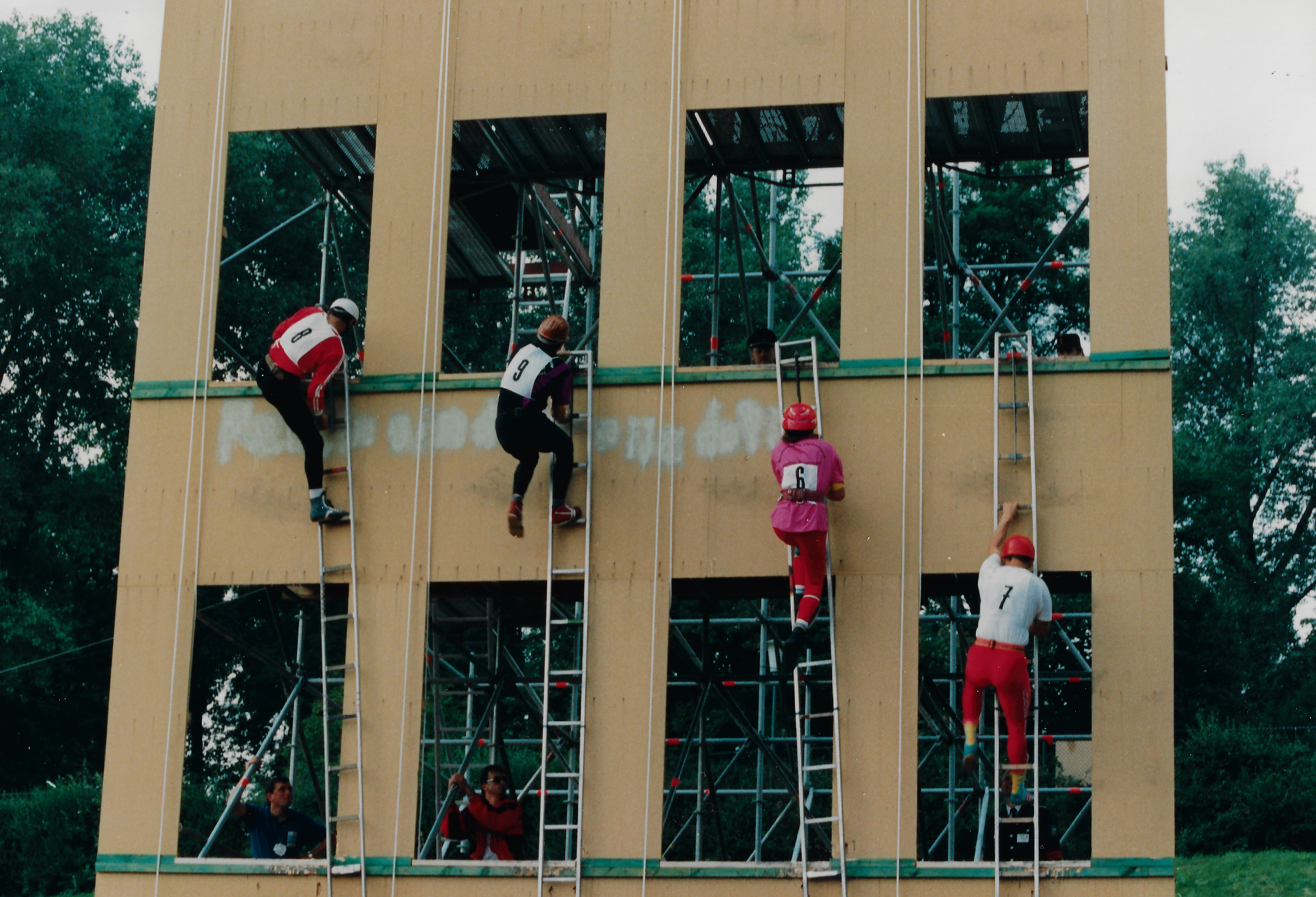
X. Internationale Feuerwehrsportwettkämpfe des CTIF 1993 in Berlin, Disziplin Hakenleitersteigen – Freiwillige Feuerwehren

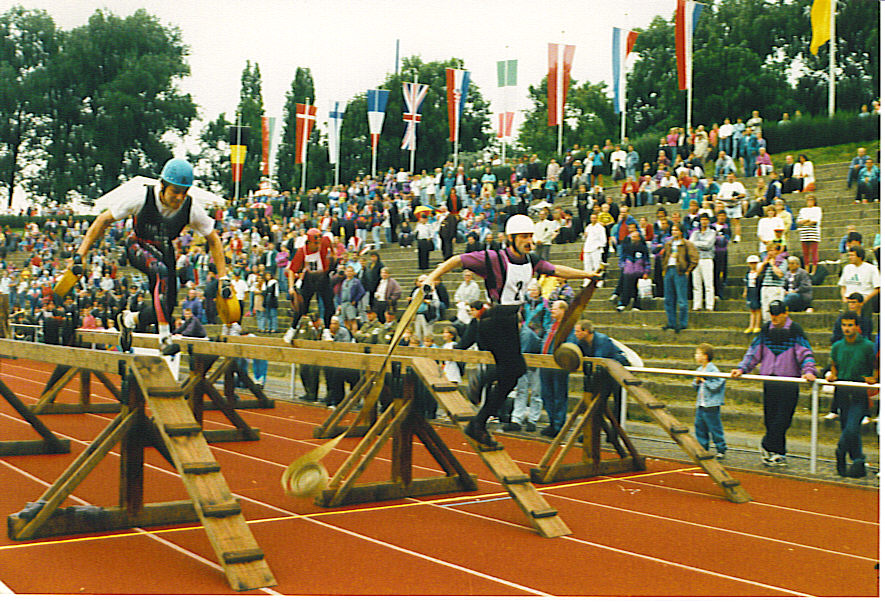
X. Internationale Feuerwehrsportwettkämpfe des CTIF 1993 in Berlin, Disziplin 100m-Hindernislauf – Freiwillige Feuerwehren

Folgende Disziplinen sind im Feuerwehrsport vertreten:
- Der Löschangriff Nass
- Das Hakenleitersteigen
- Der 100-Meter-Hindernislauf
- Die 4×100-Meter-Feuerwehrhindernisstaffel
- Die Gruppenstafette (nur Frauen)

Seit dem Jahr 2016 werden alle Disziplinen auch von weiblichen Feuerwehrkräften durchgeführt. Im Feuerwehrsportwettkampf der Frauenmannschaften hat sich in Deutschland darüber hinaus als weitere Disziplin die Gruppenstafette etabliert.

### Zweikampfwertung
Zusätzlich wird die Zweikampfwertung geehrt. Der Zweikampf ist keine eigene Wettkampfdisziplin, sondern die Gesamtwertung aus den Disziplinen Hakenleitersteigen und 100-Meter-Hindernislauf. Dabei wird die Summe der beiden Zeiten als Wert genommen.
Der Weltrekord wird bei den Männern von Vladimir Sidorenko mit 27,75 s (12,63 s/15,12 s; 9. WM in Jinju 2013) gehalten. Der aktuelle deutsche Rekord wurde von Tom Gehlert mit 31,41 s (14,48 s/16,93 s; 2. D-Cup in Doberlug-Kirchhain 2014) aufgestellt. Bei den Frauen hält Ekaterina Chendakova mit 23,31 s (7,04 s/16,27 s; 12. WM in Ostrava 2016) den Weltrekord. Den deutschen Rekord der Frauen hält Annekathrin Daßler mit 27,16 s (8,13 s/19,03 s; DM in Rostock 2016).

## Geschichte

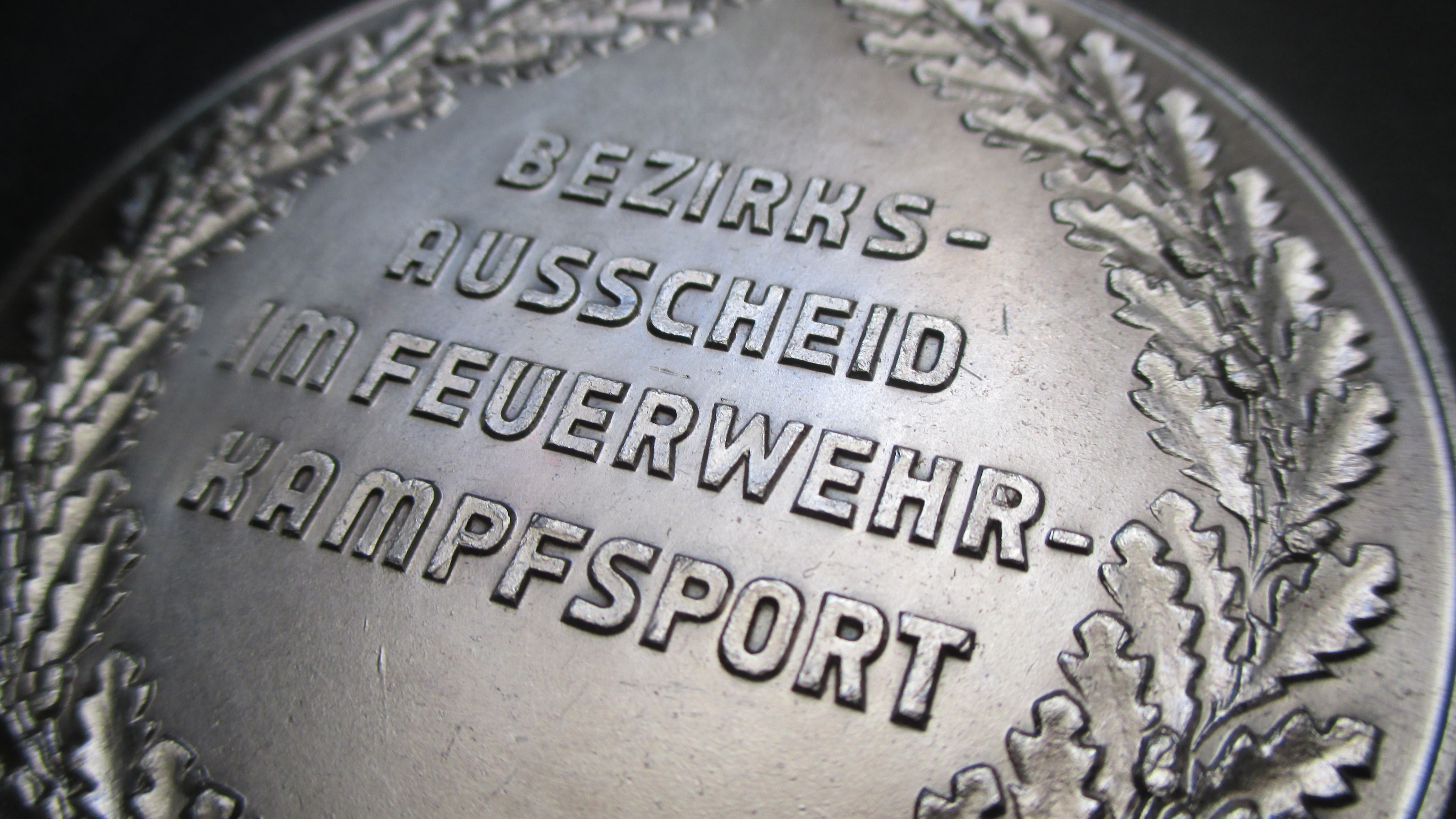
Medaille – Dem Sieger der Feuerwehrstafette (DDR) – Ausführung ohne Henkel/Öse

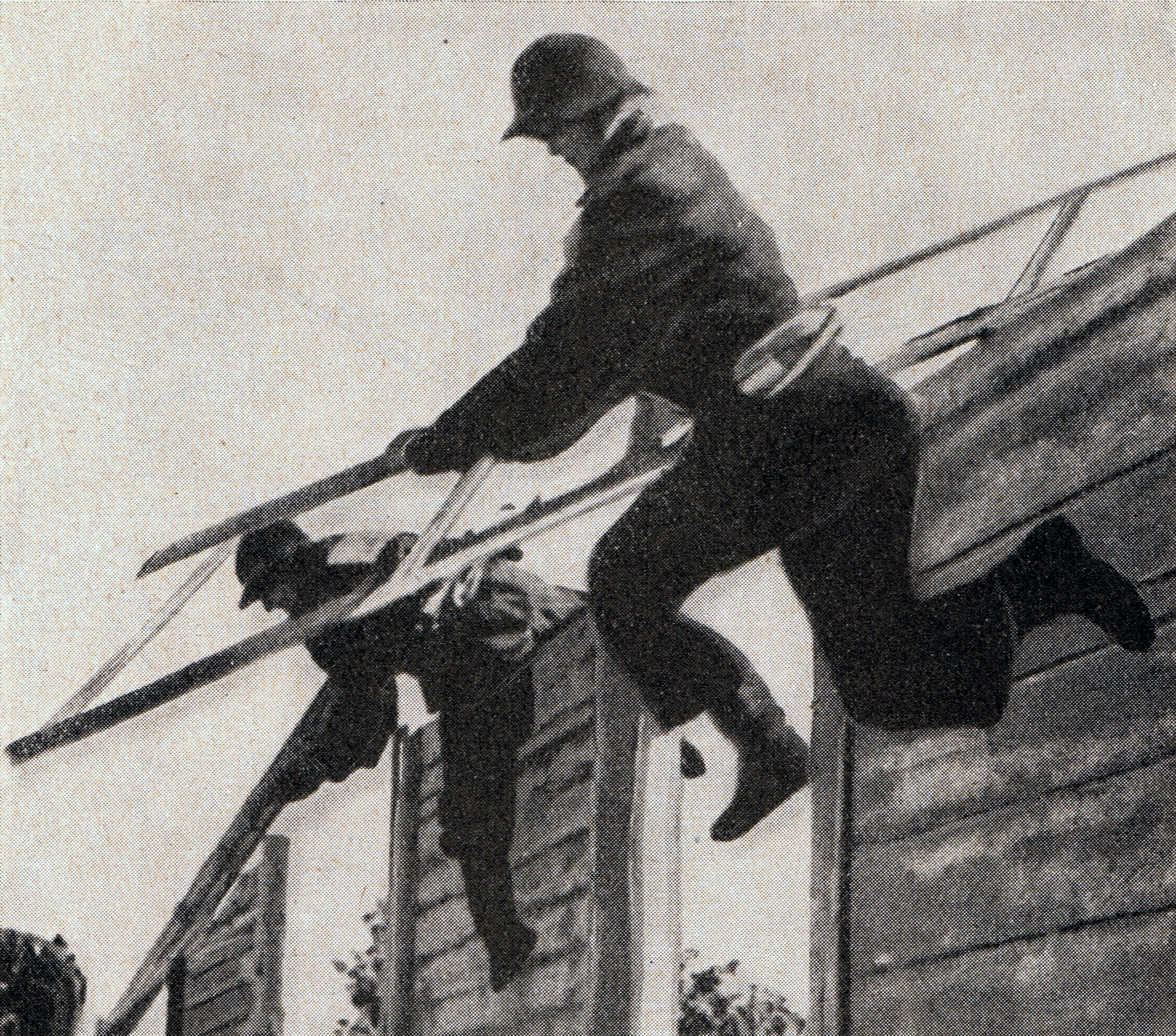
Überwinden der 3,5 m hohen Eskaladierwand mit Klappleiter

Die Sowjetunion betrieb schon vor und während des Zweiten Weltkrieges Bemühungen, Feuerwehrangehörige durch Breitensport fit zu halten. Dafür entwickelten sie spezielle Hindernisse, welche dem Feuerwehralltag nachempfunden sind. Die Ergebnisse wurden im Fachbuch „Angewandter Feuerwehrsport“ (W. D. Litwinow) niedergeschrieben und von der DDR im Jahr 1954 aufgegriffen. Es wurden die Disziplinen „Sturmleitersteigen“, „100-m-Hindernisbahn“, „Aufstieg mit der dreiteiligen Schiebeleiter“, „Feuerwehrstafette über 5×100m“, „Gruppe im Löschangriff“ und „Zweikampfwertung“ vorgestellt und für die DDR übernommen. Im gleichen Jahr fand der erste Wettkampf während der 1. Zentralen Konferenz der Feuerwehren statt. Mittels Fachzeitschriften und später auch Übungsvorschriften fand die Verbreitung der neuen Disziplinen schnell statt. Für die DDR wurden drei Disziplinen festgeschrieben: 100-m-Hindernisbahn, 5×100-m-Feuerwehrstafette und Sturmleitersteigen. Bereits im darauf folgenden Jahr 1955 fand die erste Bestenermittlung im Feuerwehrkampfsport in Dresden statt. Dort waren Berufs- und Freiwillige Feuerwehren vertreten.
Im Jahr 1959 wurden die Wettkampfbestimmungen in der DDR denen der Sowjetunion angepasst. Die Hindernisse der 100-m-Hindernisbahn wurden verändert und aus der 5×100-m-Feuerwehrstafette wurde eine 4×100-m-Feuerwehrstafette. Durch den Wegfall der 3,5 m hohen Eskaladierwand konnten enorme Zeitverbesserungen erzielt werden.
Auf der 1. Konferenz der Brandschutzorgane sozialistischer Länder wurde festgelegt, dass internationale Wettkämpfe durchzuführen seien. Diese fanden zum ersten Mal 1968 in Leningrad statt und nannten sich Internationale Feuerwehrwettkämpfe sozialistischer Länder. Dem Vorschlag des sowjetischen Feuerwehrverbandes folgend, wurden die Feuerwehrsportwettkämpfe im Jahr 1973 in die Feuerwehrolympiade des Weltfeuerwehrverbandes CTIF aufgenommen. Siehe Internationale Feuerwehrwettkämpfe.

### Austragungsorte – Internationale Feuerwehrwettkämpfe sozialistischer Länder

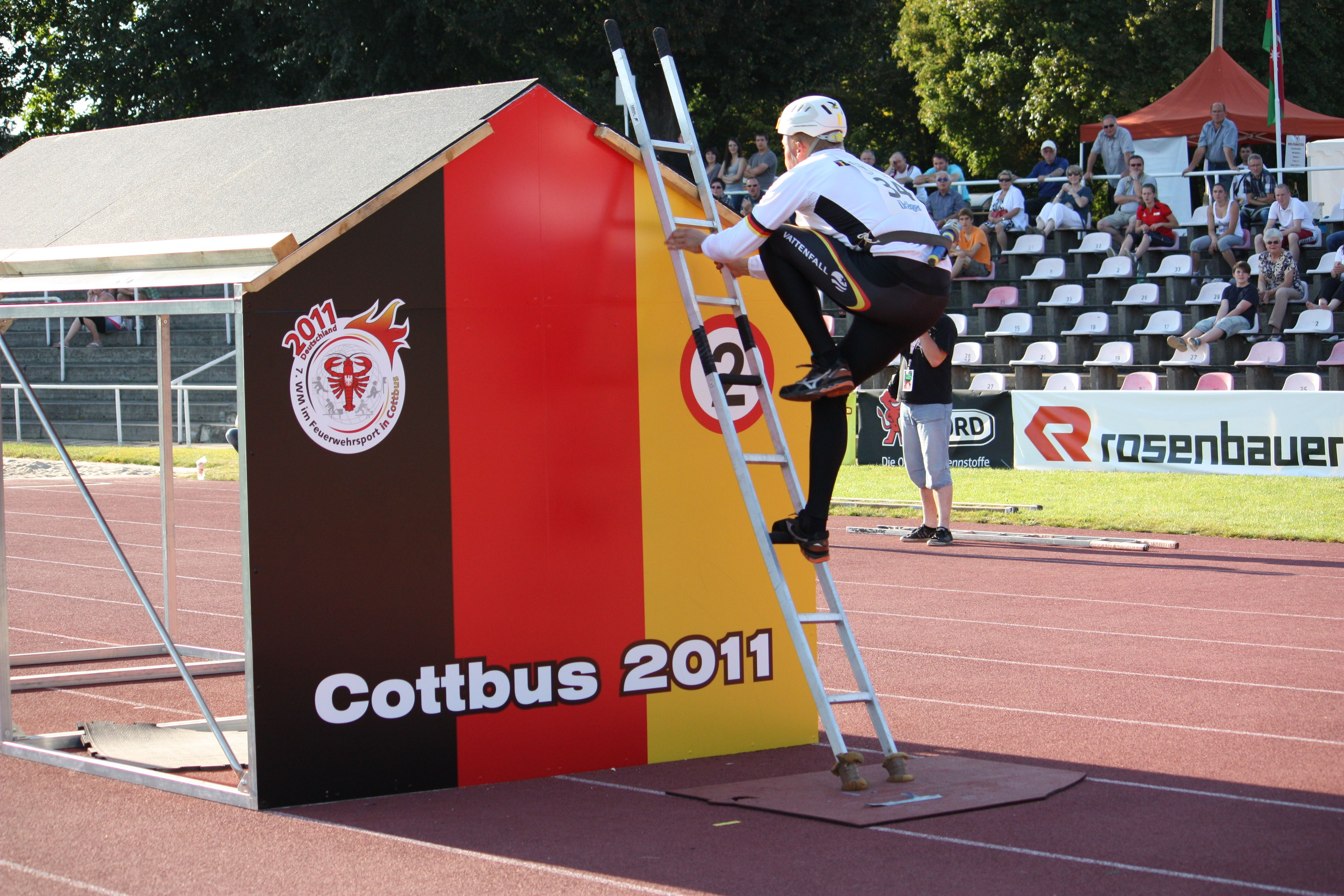
Überqueren des Hauses mit Leiter – 7. WM in Cottbus 2011

| Lfd. Nr. | Austragungsort    | Jahr | DDR-Platzierung |
| -------- | ----------------- | ---- | --------------- |
| 1.       | Leningrad, UdSSR  | 1968 | 2.              |
| 2.       | Bukarest, SRR     | 1969 | 4.              |
| 3.       | Warschau, VRP     | 1970 | 3.              |
| 4.       | Budapest, UVR     | 1971 | 5.              |
| 5.       | Brünn, CSSR       | 1973 | 3.              |
| 6.       | Sofia, VRB        | 1973 | 7.              |
| 7.       | Burg, DDR         | 1975 | 3.              |
| 8.       | Brünn, CSSR       | 1977 | 5.              |
| 9.       | Riga, UdSSR       | 1978 | 3.              |
| 10.      | Brașov, SRR       | 1980 | 7.              |
| 11.      | Balatonfűzfő, UVR | 1983 | 2.              |
| 12.      | Warna, VRB        | 1984 | 2.              |
| 13.      | Posen, VRP        | 1986 | 6.              |
| 14.      | Wismar, DDR       | 1988 | 2.              |

### Austragungsorte – DDR-Meisterschaften
| Lfd. Nr. | Austragungsort   | Jahr | Disziplinen                                                 |
| -------- | ---------------- | ---- | ----------------------------------------------------------- |
| 1.       | Karl-Marx-Stadt  | 1954 | 100m, 5×100m, HL                                            |
| 2.       | Dresden          | 1955 | 100m, 5×100m, HL                                            |
| 3.       | Leipzig          | 1956 | 100m, 5×100m, HL                                            |
| 4.       | Magdeburg        | 1957 | 100m, 5×100m, HL                                            |
| 5.       | Magdeburg        | 1958 | 100m (ohne 3,5m-Wand), 4×100m, HL                           |
| 6.       | Magdeburg        | 1959 | 100m, 4×100m, HL                                            |
| 7.       | Magdeburg        | 1960 | 100m, 4×100m, HL                                            |
| 8.       | Rostock          | 1961 | 100m, 4×100m, HL                                            |
| 9.       | Frankfurt (Oder) | 1963 | 100m, 4×100m, HL                                            |
| 10.      | Berlin           | 1965 | 100m, 4×100m, HL                                            |
| 11.      | Potsdam          | 1969 | 100m, HL, Gruppenwettkampf, Schnelligkeitsübung             |
| 12.      | Leipzig          | 1974 | 100m, HL, Gruppenstafette (M+F), Löschangriff (M+F)         |
| 13.      | Weimar           | 1978 | 100m, HL, Gruppenstafette (M+F), Löschangriff (M+F), 4×100m |
| 14.      | Halle (Saale)    | 1982 | 100m, HL, Gruppenstafette (F), Löschangriff (M+F), 4×100m   |
| 15.      | Berlin           | 1986 | 100m, HL, Gruppenstafette (F), Löschangriff (M+F), 4×100m   |

## Wettkämpfe
Derzeit werden von zwei Verbänden internationale Vergleiche im Feuerwehrsport organisiert. In Deutschland gibt es zusätzlich zu den alle vier Jahre stattfindenden Deutschen Meisterschaften im Feuerwehrsport jedes Jahr einen Wettkampf um den Deutschlandpokal.
Außerdem werden die einzelnen Disziplinen auf regional beschränkten Wettkämpfen ausgetragen. Im Löschangriff Nass gibt es unter anderem den Insel-Pokal Poel, den Thüringer-Feuerwehr-Cup (5 Austragungsorte), den Brandenburger-Cup (4 Austragungsorte), den Mecklenburg-Vorpommern-Cup (4 Austragungsorte) sowie den Sachsen-Cup (5 Austragungsorte).

### Internationale Feuerwehrwettkämpfe des Weltfeuerwehrverbandes CTIF
Im Jahr 1973 wurden die Internationalen Feuerwehrsportwettkämpfe als Wettkampfart in die Wettbewerbe des CTIF aufgenommen. Ab 1985 nehmen auch Mannschaften von Freiwilligen Feuerwehren teil. Zuvor war diese Wettkampfart nur Berufsfeuerwehren vorbehalten. Nachdem im Jahr 2001 Frauen einen „Demonstrationswettkampf“ ableisteten, starteten sie bei den XIII. Internationalen Feuerwehrwettkämpfen des CTIF als gleichberechtigte Wettkämpferinnen.
Die drei besten Wettkämpfer bei den alle vier Jahre stattfindenden Internationalen Feuerwehrsportwettkämpfen in den Disziplinen 100-m-Hindernislauf, Hakenleitersteigen sowie in der Zweikampfwertung werden jeweils mit der Internationalen Feuerwehrsportwettkampfmedaille ausgezeichnet.
In den Mannschaftswertungen der Einzeldisziplinen 100-m-Hindernislauf sowie im Hakenleitersteigen erhalten die gestarteten Wettkämpfern der Mannschaften auf den ersten drei Plätzen je eine Gold-, Silber- oder Bronzemedaille.
Alle Wettkämpfer der besten drei Staffeln und Löschangriff-Mannschaften werden ebenfalls mit Medaillen geehrt.

### Internationale Feuerwehrsportföderation
Im Jahr 2001 wurde die Internationale Sportföderation der Feuerwehrmänner und Retter (ISFFR) mit Sitz in Moskau gegründet. Aufgabe ist es, die internationale Zusammenarbeit der Feuerwehren zu stärken und Welt- und Europameisterschaften im Feuerwehrsport auszurichten. Man kann sie als Nachfolgeorganisation der weggefallenen, aller zwei Jahre durchgeführten „Wettkämpfe der sozialistischen Länder“ ansehen.
In den ersten Jahren wurde jährlich abwechselnd eine Europa- und Weltmeisterschaft ausgetragen. Ab 2008 folgten jedes Jahr Weltmeisterschaften. Im Jahr 2014 starteten erstmals offiziell Frauen.
| Lfd. Nr. | Austragungsort             | Jahr | Sieger Mä. | Sieger Fr. | Dt. Platzierung Mä./Fr. |
| -------- | -------------------------- | ---- | ---------- | ---------- | ----------------------- |
| 1. WM    | Moskau, Russland           | 2002 | Belarus    | -          | 12.                     |
| 1. EM    | St. Petersburg, Russland   | 2003 | Russland   | -          | 11.                     |
| 2. WM    | Minsk, Belarus             | 2004 | Belarus    | -          | 15.                     |
| 2. EM    | Ostrava, Tschechien        | 2005 | Belarus    | -          | 9.                      |
| 3. WM    | Teheran, Iran              | 2006 | Russland   | -          | Keine Teilnahme         |
| 3. EM    | Ostrava, Tschechien        | 2007 | Tschechien | -          | 12.                     |
| 4. WM    | Sofia, Bulgarien           | 2008 | Belarus    | -          | 12.                     |
| 5. WM    | Ufa, Russland              | 2009 | Russland   | -          | 9.                      |
| 6. WM    | Donezk, Ukraine            | 2010 | Ukraine    | -          | 11.                     |
| 7. WM    | Cottbus, Deutschland       | 2011 | Russland   | -          | 8.                      |
| 8. WM    | Antalya, Türkei            | 2012 | Belarus    | -          | 11.                     |
| 9. WM    | Jinju, Südkorea            | 2013 | Ukraine    | -          | Keine Teilnahme         |
| 10. WM   | Almaty, Kasachstan         | 2014 | Belarus    | Russland   | k.T./3.                 |
| 11. WM   | Sankt Petersburg, Russland | 2015 | Russland   | Russland   | 9./6.                   |
| 12. WM   | Ostrava, Tschechien        | 2016 | Belarus    | Russland   | 8./4.                   |
| 13. WM   | Izmir, Türkei              | 2017 |            |            |                         |
| 14. WM   | Banska Bystrica, Slowakei  | 2018 |            |            |                         |
| 15. WM   | Saratov, Russland          | 2019 | Russland   | Russland   | 11/5                    |
| 16. WM   | Karaganda, Kasachstan      | 2021 |            |            | Keine Teilnahme         |
| 17. WM   | Samarqand, Usbekistan      | 2022 |            |            | Keine Teilnahme         |
| 18. WM   | Istanbul, Türkei           | 2023 |            |            |                         |

### Deutsche Meisterschaften im Feuerwehrsport
Nachdem die DDR zerfiel, wurde der Feuerwehrsport in den Bundesausscheid (seit 2000 umbenannt in Deutsche Meisterschaften im Feuerwehrsport) aufgenommen. Somit fand 1996 erstmals ein bundesweiter Wettkampf mit allen drei Wettkampfarten des CTIF in Böblingen statt. Während Hakenleitersteigen, 100-Meter-Hindernisbahn und die 4×100-Meter-Feuerwehrstafette nur von Männern absolviert wurden, konnten beim Löschangriff Nass auch Frauen starten. Dies änderte sich im Jahr 2000 beim darauf folgenden Bundesausscheid in Augsburg: Frauen konnten nun auch bei dem 100-Meter-Hindernislauf, der 4×100-Meter-Feuerwehrstafette und der Gruppenstafette antreten. Seit 2016 starten die Frauen auch beim Hakenleitersteigen.
In der Wettkampfart Feuerwehrsportwettkämpfe qualifizieren sich die drei besten Männer- und zwei besten Frauenmannschaften für die nächsten Internationalen Feuerwehrwettkämpfe des CTIF.

### Deutschlandpokal des DFV

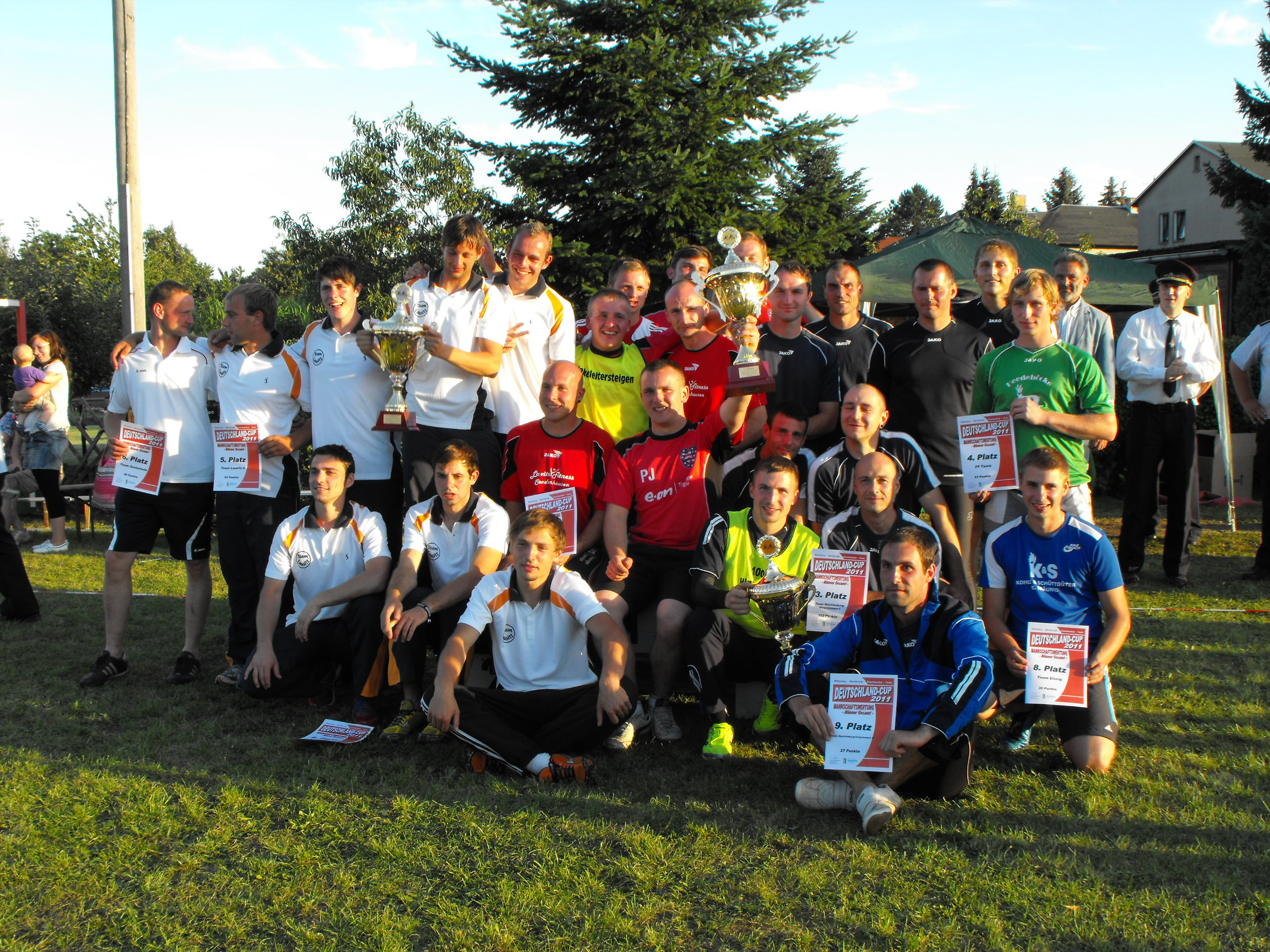
Siegerehrung des Deutschlandpokals 2011 – Thüringenauswahl gewinnt

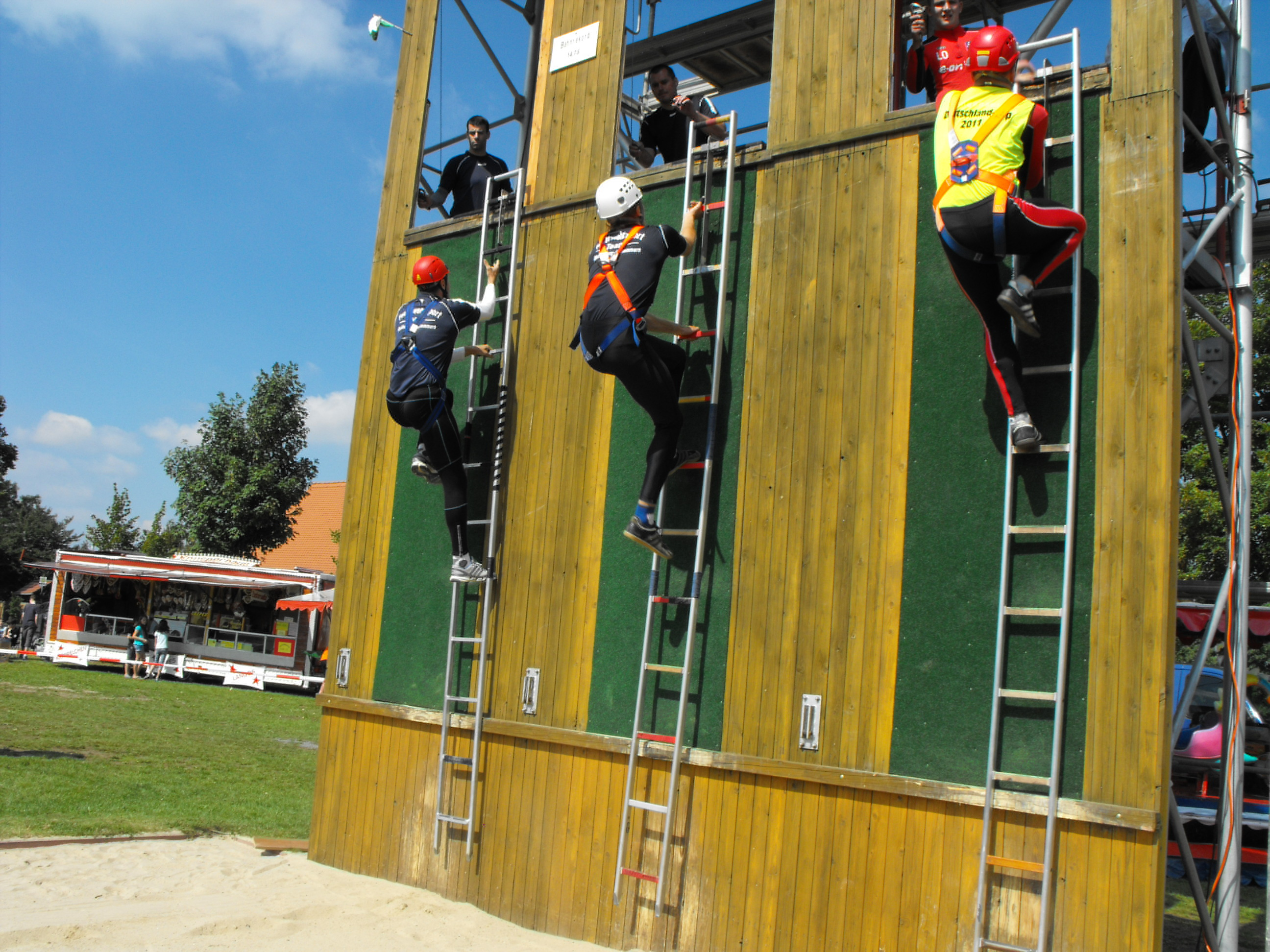
Die drei schnellsten Läufer beim Hakenleitersteigen in Taura im Rahmen des Deutschland-Cups im Feuerwehrsport

Im Jahr 1998 beschloss der Deutsche Feuerwehrverband einen Deutschlandpokal für Feuerwehrsportwettkämpfe einzuführen. Dieser wurde 1998 das erste Mal für Männer durchgeführt. Seit dem Jahr 2002 ist der Wettkampf auch für Frauen ausgeschrieben. Der Wettkampf wird mit einer Cup-Wertung durchgeführt, bei dem es mehrere Läufe im Jahr gibt. Seit 2005 wird in allen 4 Disziplinen gestartet.
| Lfd. | Austragungsorte                                                     | Jahr | Gesamtsieger                | Gesamtsieger                   | Hakenleitersteigen | Hakenleitersteigen | Hindernisbahn      | Hindernisbahn      |
| Nr.  |                                                                     |      | Männer                      | Frauen                         | Männer             | Frauen             | Männer             | Frauen             |
| ---- | ------------------------------------------------------------------- | ---- | --------------------------- | ------------------------------ | ------------------ | ------------------ | ------------------ | ------------------ |
| 1.   | Sallgast, Brandis, Kirchheilingen, Halle (Saale)                    | 1999 | -                           | -                              | Mike Hermann       | -                  | -                  | -                  |
| 2.   | Halle (Saale), Cottbus, Narsdorf, Charlottenthal, Zella             | 2000 | -                           | -                              | Maik Schuster      | -                  | -                  | -                  |
| 3.   | Buckow, Marzahn, Halle (Saale), Charlottenthal, Narsdorf, Tüttleben | 2001 | -                           | -                              | Benny Bastisch     | -                  | Andreas Schwabe    | -                  |
| 4.   | Charlottenthal, Ballhausen, Berlin, Narsdorf                        | 2002 | -                           | -                              | Benny Bastisch     | -                  | Hannes Rost        | Stephanie Marek    |
| 5.   | Charlottenthal, Halle (Saale), Narsdorf, Gieshof                    | 2003 | -                           | -                              | Maik Schuster      | -                  | Christian Pohsner  | Grit Thurow        |
| 6.   | Charlottenthal, Marolterode, Narsdorf                               | 2004 | -                           | -                              | Hannes Rost        | -                  | Hannes Rost        | Stephanie Marek    |
| 7.   | Charlottenthal, Marolterode, Narsdorf                               | 2005 | Thüringenauswahl            | Buckow                         | Andreas Schwabe    | -                  | Andreas Schwabe    | Stephanie Marek    |
| 8.   | Narsdorf, Charlottenthal, Tüttleben, Halle (Saale)                  | 2006 | Team Lausitz                | Buckow                         | Viktor Kolesnikow  | -                  | Hannes Rost        | Grit Thurow        |
| 9.   | Tribsees, Burkersdorf, Berlin-Biesdorf, Narsdorf                    | 2007 | Team Lausitz                | Team Mecklenburg-Vorpommern    | Hannes Rost        | -                  | Christian Engel    | Stephanie Marek    |
| 10.  | Ballhausen, Charlottenthal, Brandenburg/Havel                       | 2008 | Team Lausitz                | FF Stelzendorf                 | Hannes Rost        | -                  | Christian Engel    | Annekathrin Daßler |
| 11.  | Stelzendorf, Narsdorf, Charlottenthal                               | 2009 | Team Lausitz                | Team Mecklenburg-Vorpommern    | Hannes Rost        | -                  | Christian Engel    | Stephanie Marek    |
| 12.  | Tribsees, Stelzendorf, Brandis                                      | 2010 | Team Lausitz                | Team Mecklenburg-Vorpommern    | Tom Gehlert        | -                  | Christian Engel    | Stephanie Marek    |
| 13.  | Wittenberg, Marolterode, Charlottenthal, Taura                      | 2011 | Thüringenauswahl            | Team Mecklenburg-Vorpommern    | Tom Gehlert        | -                  | Hannes Rost        | Stephanie Marek    |
| 14.  | Wittenberg, Zeulenroda, Tüttleben, Charlottenthal                   | 2012 | Team Lausitz                | Team Mecklenburg-Vorpommern    | Rene Frost         | -                  | Sebastian Neubauer | Annekathrin Daßler |
| 15.  | Zeulenroda, Taura, Charlottenthal                                   | 2013 | Team Lausitz                | Team Mecklenburg-Vorpommern    | Tom Gehlert        | -                  | Hannes Rost        | Annekathrin Daßler |
| 16.  | Ostseebad Nienhagen, Doberlug-Kirchhain, Narsdorf                   | 2014 | Team Lausitz                | Team Lausitz/Märkisch-Oderland | Tom Gehlert        | -                  | Tommy Paulick      | Anja Aldermann     |
| 17.  | Charlottenthal, Doberlug-Kirchhain, Taura                           | 2015 | Team Lausitz                | Team Brandenburg               | Tom Gehlert        | Annekathrin Daßler | Maik Berger        | Annekathrin Daßler |
| 18.  | Doberlug-Kirchhain, Halle (Saale), Ostseebad Nienhagen              | 2016 | Team Mecklenburg-Vorpommern | Team Brandenburg               | Tom Gehlert        | Lisette Kuschke    | Tommy Paulick      | Kirsten Seide      |
| 19.  | Charlottenthal                                                      | 2017 | -                           | -                              | -                  | -                  | -                  | -                  |
| 20.  | Nudersdorf, Doberlug-Kirchhain, Charlottenthal                      | 2018 | Team Lausitz                | Team Lausitz                   | Tommy Paulik       | Leonie Geißhirt    | Tommy Paulik       | Anja Alderman      |
| 21.  | Narsdorf, Ostseebad Nienhagen, Charlottenthal                       | 2019 | Team Lausitz                | Team Lausitz                   | Maik Berger        | Annekathrin Hempel | Tommy Paulik       | Annekathrin Hempel |
| -    |                                                                     | 2020 |                             |                                |                    |                    |                    |                    |
| -    |                                                                     | 2021 |                             |                                |                    |                    |                    |                    |
| 22.  | Ludwigslust                                                         | 2022 | -                           | -                              | -                  | -                  | -                  | -                  |
| 23.  | Nudersdorf, Charlottenthal, Letschin, Taura                         | 2023 | Team Brandenburg            | Team Lausitz                   | Tom Gehlert        | Jessica Kubik      | Tom Gehlert        | Laura Wolf         |
| 24.  | Letschin, Nudersdorf, Ostseebad Nienhagen                           | 2024 |                             |                                |                    |                    |                    |                    |

## Feuerwehrsport außerhalb der Bundesrepublik Deutschland
Im internationalen Agieren bestimmen die ehemaligen Ostblock-Staaten das Geschehen. Die Nationalmannschaften von Belarus, Russland und Tschechien kämpfen meistens um die vorderen Plätze. In diesen Ländern gehört der Feuerwehrsport zur sportlichen Betätigung der Berufsfeuerwehrleute.
Unterschiede in den verwendeten Materialien gibt es heutzutage kaum noch. Genaue Bestimmungen über Normen, Gewicht und Maße lassen nur wenig Spielraum. Außerdem sind die Techniken in teilnehmenden Ländern nahezu ausgereift.
In Österreich existieren im Moment nur drei Feuerwehrsportgruppen (eine Frauengruppe und zwei Männerteams). Die Feuerwehrsportgruppe Frankenburg ist hier zu erwähnen. Sie haben unter anderem bereits zwei Weltrekorde (1997 und 2001) in der Disziplin „Nasslöschangriff“ zu Buche stehen.

## Bundesleistungsabzeichen
Am 17. März 2016 wurde durch den DFV die Richtlinie zum Erwerb des Bundesleistungsabzeichen (BLA) des Deutschen Feuerwehrverbandes im Internationalen Feuerwehrsportwettkampf beschlossen. Die geforderten Zeiten werden ab dem Jahr 2016 ausschließlich bei elektronischer Zeitnahme berücksichtigt.
|                       | Stufe  | 100-Meter-Hindernislauf | Hakenleitersteigen |
| --------------------- | ------ | ----------------------- | ------------------ |
| Wertungsgruppe Männer | Bronze | 19,5 Sekunden           | 18,5 Sekunden      |
| Wertungsgruppe Männer | Silber | 18,5 Sekunden           | 17,0 Sekunden      |
| Wertungsgruppe Männer | Gold   | 17,5 Sekunden           | 15,5 Sekunden      |
| Wertungsgruppe Frauen | Bronze | 21,5 Sekunden           | 9,5 Sekunden       |
| Wertungsgruppe Frauen | Silber | 20,5 Sekunden           | 9,0 Sekunden       |
| Wertungsgruppe Frauen | Gold   | 19,5 Sekunden           | 8,5 Sekunden       |